# باربرا كرين
باربرا كرين (بالإنجليزية: Barbara Crane)‏ هي مصورة أمريكية، ولدت في 19 مارس 1928 في شيكاغو في الولايات المتحدة.